# Suillus pungens
Suillus pungens Thiers & A.H. Sm. – gatunek grzybów z rodziny maślakowatych (Suillaceae).

## Systematyka i nazewnictwo
Pozycja w klasyfikacji według Index Fungorum: Suillus, Suillaceae, Boletales, Agaricomycetidae, Agaricomycetes, Agaricomycotina, Basidiomycota, Fungi.
Takson ten zdiagnozowali w 1964 r. Harry Delbert Thiers i Alexander Hanchett Smith.

## Morfologia
Kapelusz owocnika ma kolor białawy, potem coraz bardziej szaro-oliwkowy, a później czerwonawo-brązowy i może osiągnąć średnicę 14 cm. Wysokość trzonu to przeciętnie 7 cm, a grubość 2 cm.

## Występowanie i siedlisko
Pochodzi z Ameryki Północnej, gdzie obecnie jest rzadki, występuje również w Nowej Zelandii i na Hawajach.
Grzyb mykoryzowy żyjący w mykoryzie z sosną kalifornijską i z Pinus muricata. Grzyb rośnie często w okolicy grzyba Chroogomphus vinicolor.